# Música aleatòria

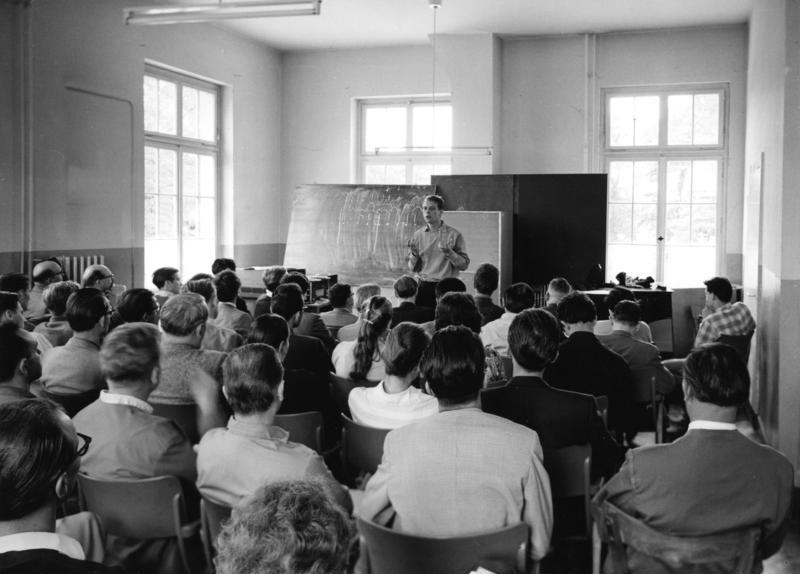
Karlheinz Stockhausen impartint una conferència sobre Klavierstück XI a Darmstadt, juliol de 1957

La música aleatòria, també dita música estocàstica és un sistema de composició musical que permet la intervenció de processos d'atzar. En aquesta música algun element de la composició es deixa a l'atzar, i/o algun element primari de la realització d'una obra composta es deixa a la determinació dels seus intèrprets. El terme s'associa sovint amb procediments en què l'atzar implica un nombre relativament limitat de possibilitats. La paraula atzar prové de la paraula llatina alea, que significa "dau".
El terme va ser conegut pels compositors europeus a través de les conferències de l'acústica Werner Meyer-Eppler als Cursos Internacionals d'Estiu per a Música Nova de Darmstadt a principis dels anys cinquanta. Segons la seva definició, "es diu que un procés és aleatori... si el seu curs està determinat en general, però depèn de l'atzar en detall". A través d'una confusió dels termes alemanys de Meyer-Eppler Aleatorik (nom) i aleatorisch (adjectiu), el seu traductor va crear una nova paraula anglesa, "aleatoric" (en lloc d'utilitzar l'adjectiu anglès existent "aleatory"), que ràpidament es va posar de moda i ha perdurat. Més recentment, s'ha introduït la variant "aleatorialitat".

## Història

### Precedents
Les composicions que es podrien considerar un precedent de la composició aleatòria es remunten almenys a finals del segle XV, amb el gènere del catholicon, exemplificat per la Missa cuiusvis toni de Johannes Ockeghem. Un gènere posterior va ser el Musikalisches Würfelspiel o joc de daus musicals, popular a finals del segle XVIII i principis del XIX. Aquests jocs de daus s'atribueixen a Carl Phillip Emanuel Bach, Franz Joseph Haydn i Wolfgang Amadeus Mozart. Aquests jocs consistien en una seqüència de compassos musicals, per a les quals cada compàs tenia diverses versions possibles i un procediment per seleccionar la seqüència precisa a partir del llançament d'un nombre de daus.
L'artista francès Marcel Duchamp va compondre dues peces entre 1913 i 1915. Una d'aquestes, Erratum Musical escrita amb les germanes de Duchamp Yvonne i Magdeleine per a tres veus, es va interpretar per primera vegada a la Manifestació de Dadà el 27 de març de 1920 i finalment es va publicar el 1934. Dos dels seus contemporanis, Francis Picabia i Georges Ribemont-Dessaignes, també van experimentar amb la composició amb elements atzarosos. Aquestes obres es van representar en un Festival Dada celebrat a la sala de concerts Salle Gaveau, París, el 26 de maig de 1920. Music of Changes (1951) del compositor nord-americà John Cage va ser "la primera composició que es va determinar en gran manera per procediments aleatoris", encara que la seva indeterminació és d'un ordre diferent del concepte de Meyer-Eppler. Més tard, Cage va preguntar a Duchamp: "Com és que vas fer servir operacions atzaroses quan jo acabava de néixer?".

### Ús modern
El primer ús significatiu de les característiques aleatòries es troba en moltes de les composicions del nord-americà Charles Ives a principis del segle XX. Henry Cowell va adoptar les idees d'Ives durant la dècada de 1930, en obres com el Mosaic Quartet (Quartet de corda núm. 3, 1934), que permet als intèrprets organitzar els fragments de música en diverses seqüències possibles. Cowell també va utilitzar notacions dissenyades especialment per introduir variabilitat en la interpretació d'una obra, de vegades indicant als intèrprets que improvisin un passatge breu o una obra de teatre ad libitum. Compositors nord-americans posteriors, com Alan Hovhaness (començant amb el seu Lousadzak de 1944) van utilitzar procediments superficialment semblants als de Cowell, en els quals s'assignen diferents patrons curts amb altes i ritmes específics a diverses parts, amb instruccions que s'executin repetidament a la seva pròpia velocitat sense coordinació amb la resta del conjunt. Alguns estudiosos consideren que el resultat és "difícilment aleatori, ja que els tons exactes es controlen acuradament i dues actuacions qualsevol seran substancialment iguals", encara que, segons un altre escriptor, aquesta tècnica és essencialment la mateixa que la que més tard va utilitzar Witold Lutosławski. Depenent de la vehemència de la tècnica, les partitures publicades de Hovhaness anoten aquestes seccions de manera diversa, per exemple com a "Tempo lliure" i "Repetiu i repetiu ad lib, però no junts".
A Europa, arran de la introducció de l'expressió "música aleatòria" per part de Meyer-Eppler, el compositor francès Pierre Boulez va ser el principal responsable de popularitzar el terme.
Altres primers exemples europeus de música aleatòria inclouen Klavierstück XI (1956) de Karlheinz Stockhausen, que presenta 19 elements que s'interpretaran en una seqüència a determinar en cada cas per l'intèrpret. Witold Lutosławski va utilitzar una forma aleatòria limitada (començant amb Jeux Vénitiens entre 1960 i 1961), on s'especifiquen completament passatges extensos d'altura i ritmes, però la coordinació rítmica de les parts dins del conjunt està subjecta a un element d'atzar.
Hi ha hagut molta confusió entre els termes aleatòria i música indeterminada/atzar. Una de les peces de Cage, HPSCHD, composta a si mateix amb procediments atzars, utilitza música del Musikalisches Würfelspiel de Mozart, mencionat més amunt, així com música original.

## Tipus
Alguns escriptors no fan una distinció entre música aleatòria, per atzar o indeterminada, i fan servir els termes de manera intercanviable. Des d'aquest punt de vista, la música indeterminada o casual es pot dividir en tres grups: (1) l'ús de procediments aleatoris per produir una partitura determinada i fixa, (2) forma mòbil i (3) notació indeterminada, incloent-hi la notació gràfica i els textos.
El primer grup inclou partitures en què l'element d'atzar només intervé en el procés de composició, de manera que tots els paràmetres es fixen abans de la seva realització. A Music of Changes de John Cage (1951), per exemple, el compositor va seleccionar la durada, el tempo i la dinàmica mitjançant el Yijing, un antic llibre xinès que prescriu mètodes per arribar a nombres aleatoris. Com que aquesta obra està absolutament fixada d'una actuació a una altra, Cage la considerava com una obra totalment determinada feta amb procediments atzars. A nivell de detall, Iannis Xenakis va utilitzar les teories de la probabilitat per definir alguns aspectes microscòpics de Pithoprakta (1955–56), que en grec significa "accions per mitjà de la probabilitat". Aquesta obra conté quatre seccions, caracteritzades per atributs texturals i tímbrics, com ara glissandi i pizzicati. A escala macroscòpica, les seccions són dissenyades i controlades pel compositor mentre que els components individuals del so són controlats per teories matemàtiques.
En el segon tipus de música indeterminada, els elements d'atzar impliquen la interpretació. Els esdeveniments anotats són proporcionats pel compositor, però la seva disposició es deixa a la determinació de l'intèrpret. El Klavierstück XI (1956) de Karlheinz Stockhausen presenta dinou esdeveniments que estan compostos i anotats de manera tradicional, però la disposició d'aquests esdeveniments està determinada per l'intèrpret espontàniament durant la representació. A Earle Brown's Available forms II (1962), es demana al director que decideixi l'ordre dels esdeveniments en el mateix moment de l'actuació.
El grau més gran d'indeterminació l'assoleix el tercer tipus de música indeterminada, on la notació musical tradicional és substituïda per signes visuals o verbals que suggereixen com es pot interpretar una obra, per exemple en peces de partitura gràfiques. El desembre de 1952 (1952) d'Earle Brown mostra línies i rectangles de diverses longituds i gruixos que es poden llegir com a sonoritat, durada o to. L'intèrpret tria com llegir-los. Un altre exemple és Intersection No. 2 (1951) de Morton Feldman per a piano sol, escrit en paper de coordenades. Les unitats de temps es representen pels quadrats vists horitzontalment, mentre que els nivells de to relatius d'alt, mitjà i baix s'indiquen amb tres quadrats verticals a cada fila. L'intèrpret determina quins tons i ritmes concrets ha de tocar.

## Música oberta
La forma oberta és un terme que de vegades s'utilitza per a les formes musicals "mòbils" o "polivalents", on l'ordre dels moviments o seccions és indeterminat o deixa a l'intèrpret. Roman Haubenstock-Ramati va compondre una sèrie de "mòbils" influents com Interpolation (1958).
Tanmateix, la "forma oberta" en música també s'utilitza en el sentit definit per l'historiador de l'art Heinrich Wölfflin per significar una obra que és fonamentalment incompleta, representa una activitat inacabada o punts fora d'ella mateixa. En aquest sentit, un "formulari mòbil" pot ser "obert" o "tancat". Un exemple de composició musical mòbil "dinàmica i tancada" és Zyklus (1959) de Stockhausen.

## Música estocàstica
Els processos estocàstics es poden utilitzar a la música per compondre una peça fixa o es poden produir en interpretació. La música estocàstica va ser iniciada per Xenakis, que va encunyar el terme música estocàstica. Exemples específics de matemàtiques, estadística i física aplicades a la composició musical són l'ús de la mecànica estadística dels gasos a Pithoprakta, la distribució estadística de punts en un pla a Diamorphoses, les restriccions mínimes a Achorripsis, la distribució normal a ST/10 i Atrées, les cadenes de Markov a Analogiques en Théologiques, grup Dumos theologiques), teoria de conjunts a Herma i Eonta, i moviment brownià a N'Shima.
Xenakis utilitzava sovint ordinadors per produir les seves partitures, com ara la sèrie ST, incloent Morsima-Amorsima i Atrées, i va fundar CEMAMu.